# Aphaenogaster kervillei
Aphaenogaster kervillei är en myrart som beskrevs av Auguste-Henri Forel 1910. Aphaenogaster kervillei ingår i släktet Aphaenogaster och familjen myror. Inga underarter finns listade i Catalogue of Life.